# Колодяжный, Василий Иванович
Василий Иванович Колодяжный — советский хозяйственный, государственный и политический деятель, генерал-майор.

## Биография
Родился в 1925 году в селе Степное. Член КПСС.
С 1943 года — на хозяйственной, общественной и политической работе. В 1943—1986 гг. — курсант военно-пехотного училища, командир взвода, помощник начальника, начальник ряда погранзастав, младший помощник, старший помощник 1-го отдела штаба отряда, начальник штаба 2-й погранкомендатуры, старший оперуполномоченный 2-го отделения 1-го отдела штаба отряда, комендант 4-й погранкомендатуры, слушатель пограничного факультета Военного института МВД, начальник штаба 65-го ПОГО УПВ КГБ Тихоокеанского округа, начальник штаба, начальник 114-го Рущукского ПОГО УПВ КГБ Тихоокеанского округа, начальник 86-го Брестского ПОГО Оперативной группы ПВ КГБ при СМ Белорусской ССР, заместитель начальника штаба Восточного пограничного округа КГБ, начальник штаба Восточного пограничного округа КГБ, начальник штаба Северо-Западного пограничного округа КГБ.
Умер в Санкт-Петербурге в 2001 году.